# Malá Víska
Obec Malá Víska se nachází v okrese Beroun, kraj Středočeský, 7 km jižně od města Hořovice. Žije zde 107 obyvatel.

## Historie
První písemná zmínka o obci pochází z roku 1520.
V souvislosti se zánikem vojenského újezdu Brdy bylo k 1. lednu 2016 k obci připojeno katastrální území Malá Víska v Brdech, které vzniklo k 10. únoru 2014. Toto území má rozlohu 9,037433 km² a je zde evidováno 0 budov a 0 obyvatel.

### Územněsprávní začlenění
Dějiny územněsprávního začleňování zahrnují období od roku 1850 do současnosti. V chronologickém přehledu je uvedena územně administrativní příslušnost obce v roce, kdy ke změně došlo:
- 1850 země česká, kraj Praha, politický i soudní okres Hořovice[6]
- 1855 země česká, kraj Praha, soudní okres Hořovice
- 1868 země česká, politický i soudní okres Hořovice
- 1939 země česká, Oberlandrat Plzeň, politický i soudní okres Hořovice[7]
- 1942 země česká, Oberlandrat Praha, politický okres Beroun, soudní okres Hořovice[8]
- 1945 země česká, správní i soudní okres Hořovice[9]
- 1949 Pražský kraj, okres Hořovice[10]
- 1960 Středočeský kraj, okres Beroun
- 2003 Středočeský kraj, okres Beroun, obec s rozšířenou působností Hořovice

## Přírodní poměry
Podél jižního okraje vesnice vede hranice chráněné krajinné oblasti Brdy. Asi 500 metrů jihovýchodně od vsi se nachází přírodní památka Jindřichova skála.

## Doprava
Dopravní síť
- Pozemní komunikace – Do obce vede silnice III. třídy.

- Železnice – Železniční trať ani stanice na území obce nejsou.

Veřejná doprava 2011
- Autobusová doprava – V obci měla zastávky autobusová linka Hořovice-Chaloupky-Malá Víska-Zaječov (v pracovní dny 7 spojů) (dopravce PROBO BUS). O víkendu byla obec bez dopravní obsluhy.

## Další fotografie

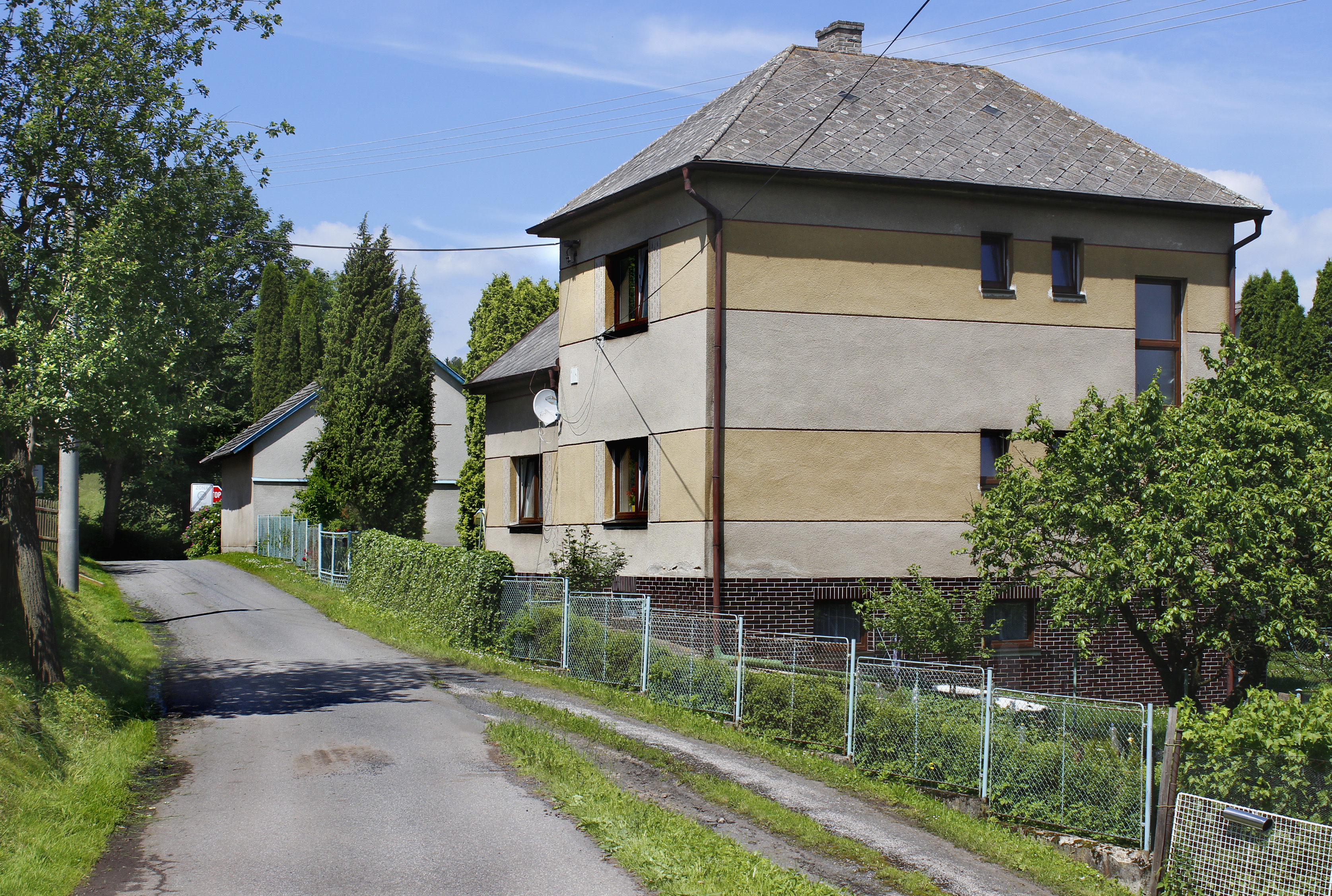
Dolní část vesnice
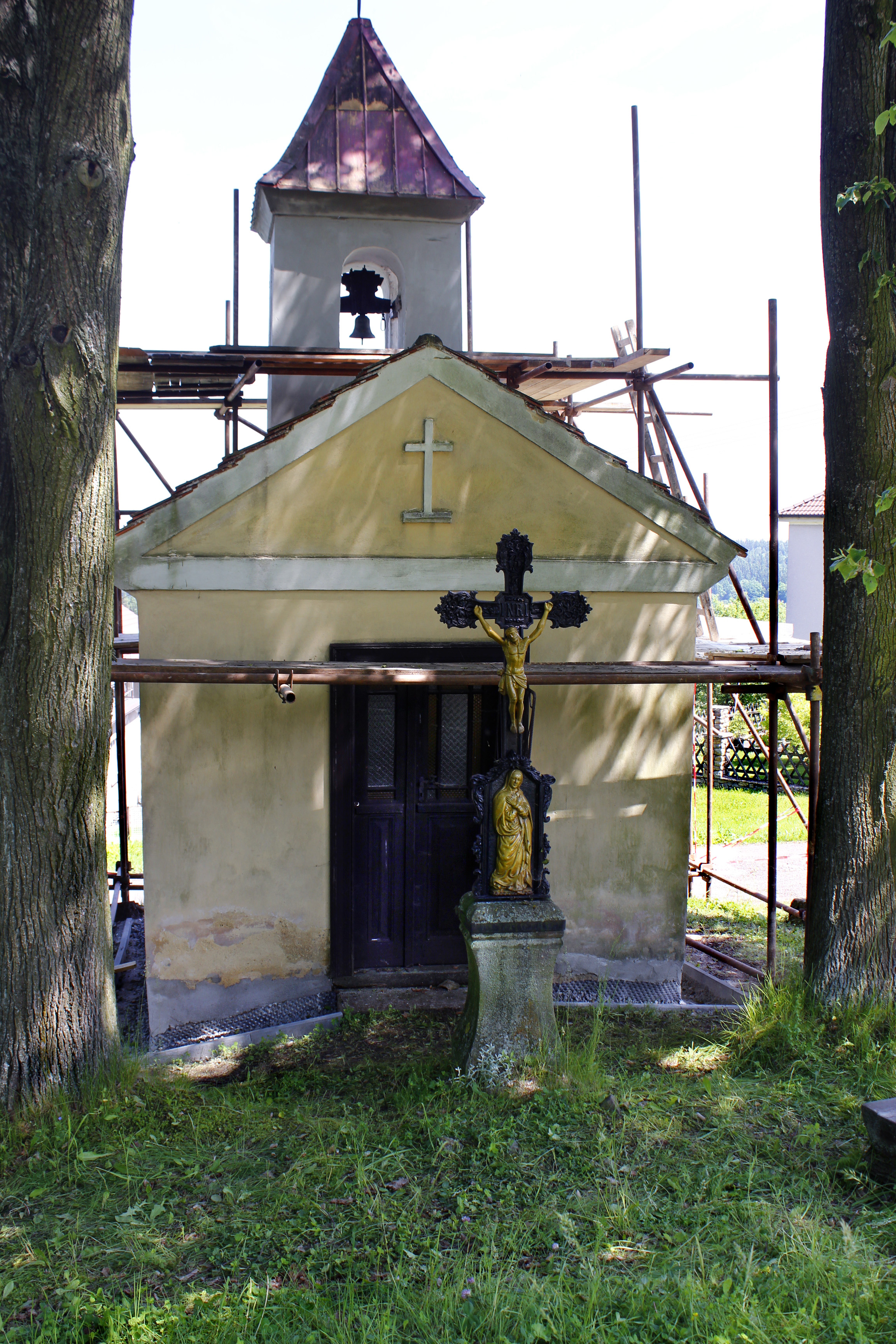
Opravovaná kaplička
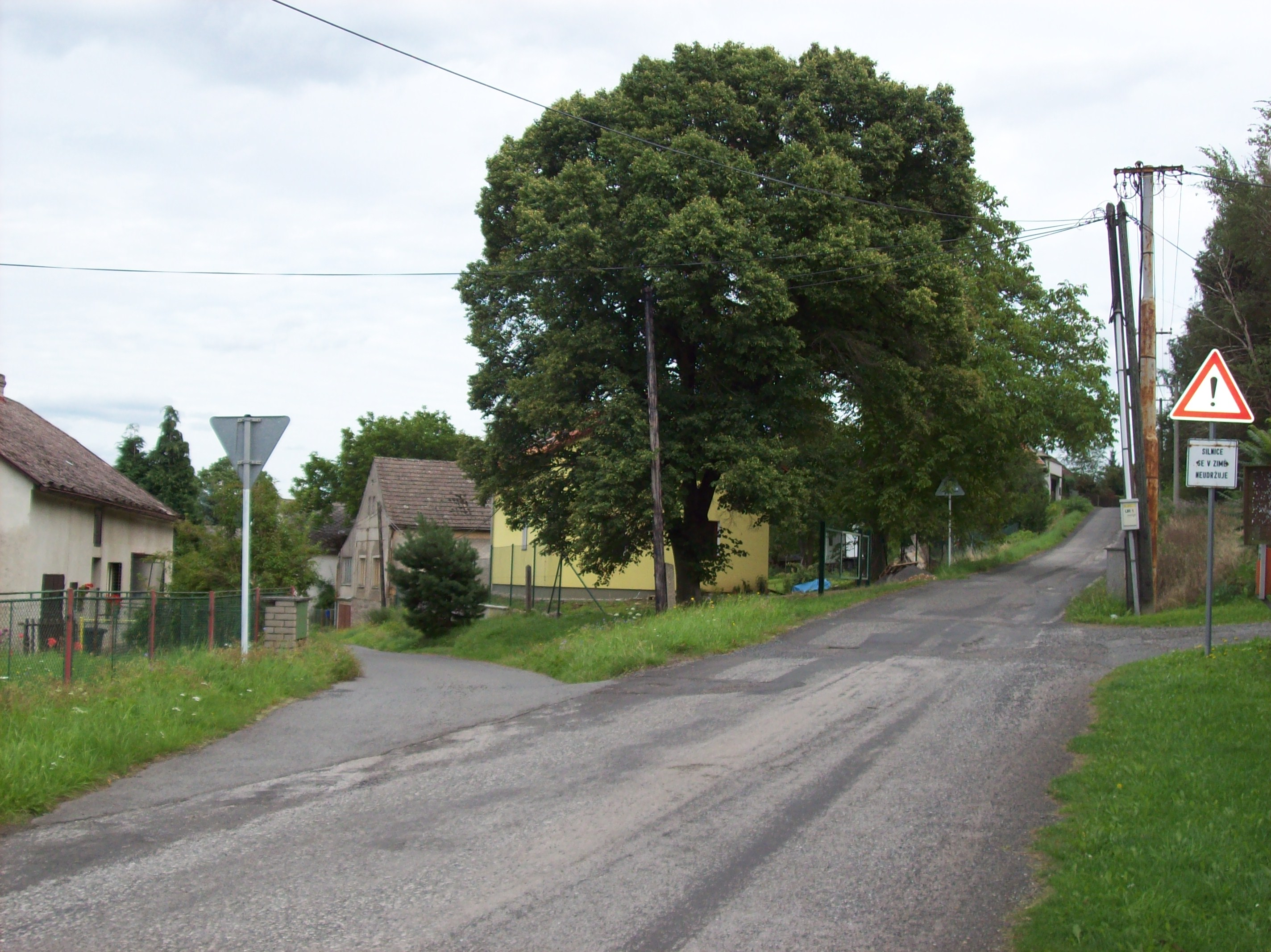
Rozcestí v dolní části vesnice